# Gymnosporia dryandri
Gymnosporia dryandri är en benvedsväxtart som först beskrevs av Lowe, och fick sitt nu gällande namn av Ramón Masferrer y Arquimbau. Gymnosporia dryandri ingår i släktet Gymnosporia och familjen Celastraceae. Inga underarter finns listade.